# Dahlia Duhaney
Dahlia Duhaney (ur. 20 lipca 1970) – jamajska lekkoatletka specjalizująca się w biegach sprinterskich, uczestniczka letnich igrzysk olimpijskich w Barcelonie (1992).

## Sukcesy sportowe
- mistrzyni Jamajki w biegu na 100 metrów – 1994[1]

| Rok  | Miasto        | Zawody                   | Konkurencja                 | Wynik                     |
| ---- | ------------- | ------------------------ | --------------------------- | ------------------------- |
| 1991 | Hawana        | Igrzyska panamerykańskie | sztafeta 4 × 100 m          | złoty medal               |
| 1991 | Tokio         | Mistrzostwa świata       | sztafeta 4 × 100 m          | złoty medal               |
| 1993 | Buffalo       | Uniwersjada              | bieg na 100 m bieg na 200 m | złoty medal srebrny medal |
| 1995 | Mar del Plata | Igrzyska panamerykańskie | bieg na 200 m               | srebrny medal             |
| 1995 | Göteborg      | Mistrzostwa świata       | sztafeta 4 × 100 m          | srebrny medal             |

## Rekordy życiowe
- bieg na 100 metrów – 11,22 – Buffalo 15/07/1993
- bieg na 200 metrów – 22,80 – Austin 06/06/1992
- bieg na 200 metrów (hala) – 23,25 – Atlanta 05/03/1994